# The Wrythe

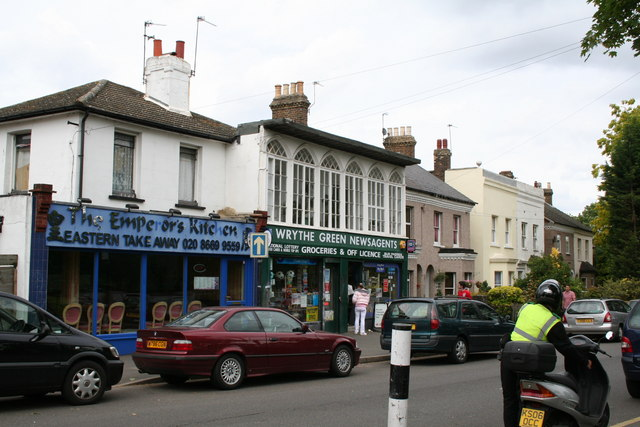
Wrythe Green

The Wrythe é um distrito de Carshalton, no sul de Londres, no distrito londrino de Sutton. Fica a 15 km ao sul de Charing Cross e é cercado pelas áreas adjacentes de Hackbridge a leste, Morden e Mitcham ao norte e Sutton a oeste. A área é comumente chamada de Wrythe Green, um antigo espaço verde no centro do bairro. Wrythe tinha uma população de 10.163 habitantes no Censo de 2011.

## Toponímia e história humana
Acredita-se que o nome "The Wrythe" derive do inglês antigo /raɪð/, que significa pequeno riacho ou nascente. Uma nascente surgia no local da garagem da BP em frente, e havia pequenos lagos no gramado em meados do século XVIII. A área foi registrada pela primeira vez em 1229 como Rithe, e posteriormente como le Ryth (1450) e la Rye (1484). A primeira referência à área local como Rye Common é encontrada em registros de dízimos de 1847, e a grafia moderna "Wrythe" aparece pela primeira vez no mapa do Ordnance Survey de 1867.
A história da região de Wrythe remonta à era romana. No entanto, permaneceu praticamente subdesenvolvida até o século XVIII, com grande desenvolvimento na década de 1930. A população do bairro de Wrythe é de 10.384 habitantes.

## Instalações
O Wrythe, a cerca de 1,6 km do centro de Carshalton, tem um pequeno número de restaurantes e lojas independentes, incluindo um Sainsbury's Local e uma loja de alimentos Marks & Spencer.
O Carshalton College está localizado na área de Wrythe, e também contém quatro escolas primárias:
- Victor Seymour (creche)
- Harris Junior Academy Carshalton
- Muschamp Primary
- Rushy Meadow Primary[2]

## Ligações de transportes
O Wrythe Green, atravessado por ruas curtas e cercado por lojas, fica a 400 metros ao norte da estação ferroviária de Carshalton. A área fica a uma curta distância da estação ferroviária de Hackbridge e da Mitcham Junction, que oferece acesso aos bondes de Londres. A estação de metrô mais próxima é Morden, que fica a 3 km da região.
A área é atendida pelas linhas de ônibus 127 para Tooting e Purley, 151 para Worcester Park e Wallington e 157 para Morden e Crystal Palace. A 151 atende o centro e a rua principal de Wrythe, enquanto a 157 atende a filial da M&S, e a 127 atende a faculdade.